# El Pla de Roda
El Pla de Roda és un monument del municipi de les Masies de Roda (Osona) protegit com a bé cultural d'interès local.

## Descripció
Masia formada per diferents cossos. Un de planta rectangular, cobert a quatre aigües, de planta baixa i dos pisos, amb un cos afegit a la cara nord, cobert a tres aigües; un cos intermedi de planta rectangular, de dos pisos, i una torre hexagonal també de dos pisos.
Hi ha diferents tipus d'obertures: finestres amb arc de mig punt; finestres amb ampit i llinda motllurada (només a la torre); grans portals d'arc de mig punt (al cos intermedi); un porxo d'arcs de mig punt amb baranes de fusta; una galeria d'arcs rebaixats i finestres i balcons amb els brancals i la llinda de pedra i replanells. La masia original fou totalment transformada, de manera que és difícil de veure quina era la seva estructura original. Les façanes acaben amb dues cornises i un ràfec sota teulada.

## Història
El nom de la casa és degut al fet que els primers propietaris de la masia es deien Pla, cognom que es mantingué fins a mitjans del segle xix, quan Ramon Pla i Vila, en no tenir descendència, deixà la casa a la família Arisa, que eren els seus parents més propers. La finca del Pla està formada per tres masoveries. Malgrat les transformacions de la casa en el segle xviii i el 1923, la casa original està ja documentada al segle xv.